# Noughaval (comté de Clare)
Noughaval (en irlandais : Nuachabháil)) est un petit village dans le townland du même nom et le comté de Clare, en Irlande.
Ce serait le lieu où St. Mogua a fondé un monastère. Le nom signifie "nouvelle colonie monastique". L'ancienne église date du XIIe siècle mais sa construction a permis de réutiliser des pierres de constructions plus anciennes.
L'église actuelle est l'église Saint-Mochua. C'était à l'origine une église protestante de 1860, située à Ballyvaughan, mais soigneusement démontée et déplacée à Noughaval. Elle est entrée à nouveau en service en 1943.
Un pilier en pierre près de l'église serait la base d'une croix de marché.

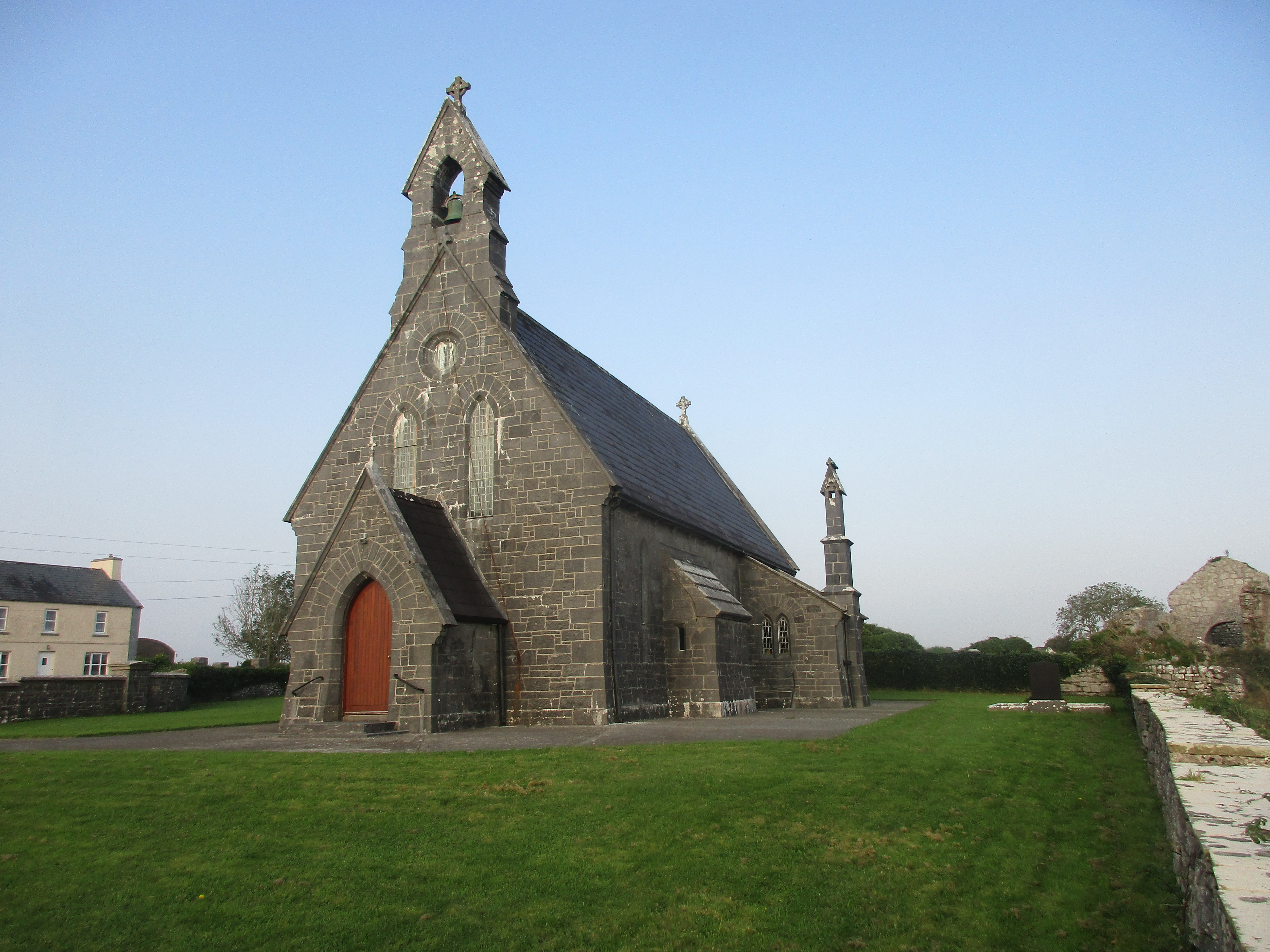
St. Mochua, église.
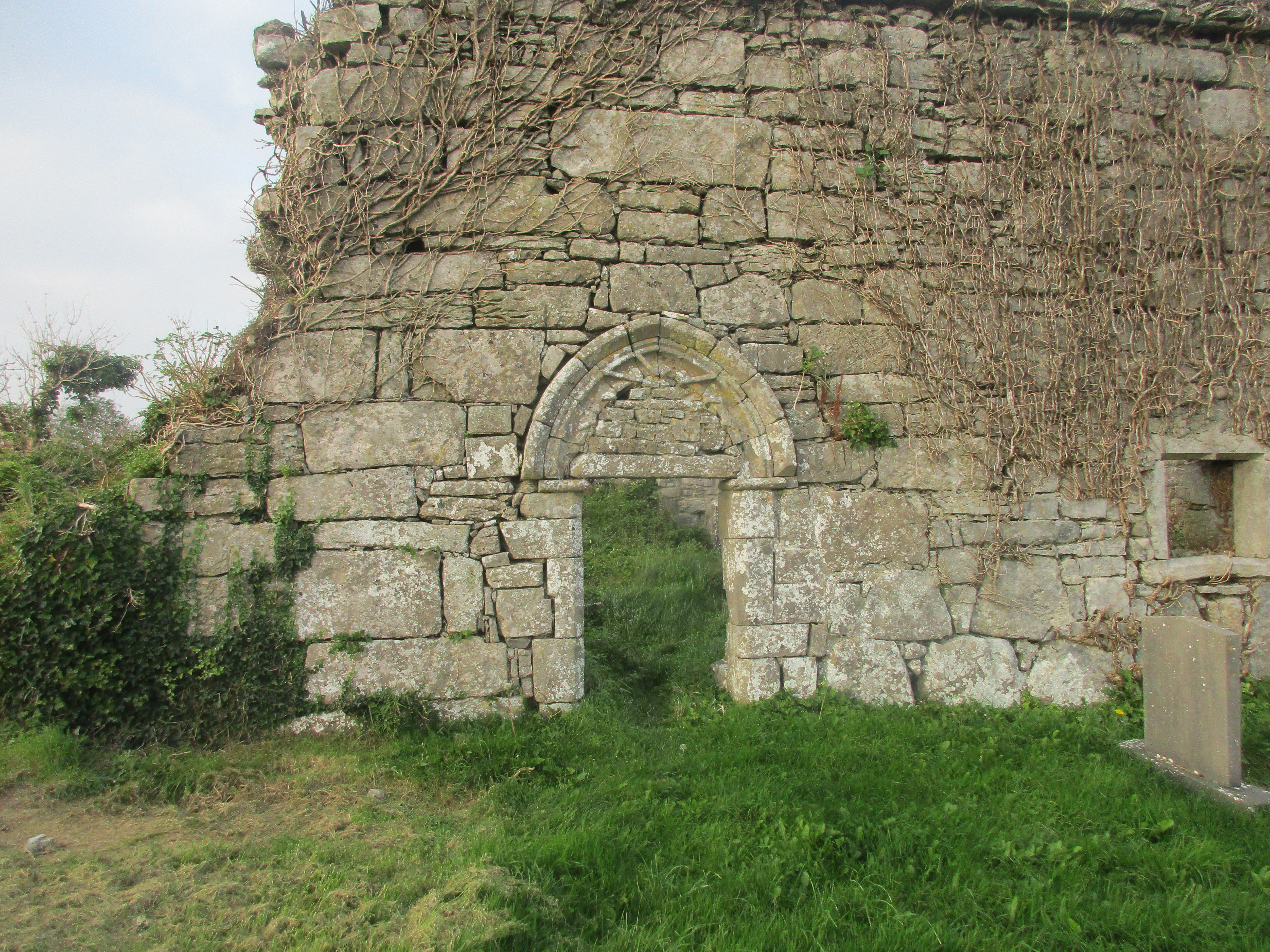
Entrée de l'église médiévale.
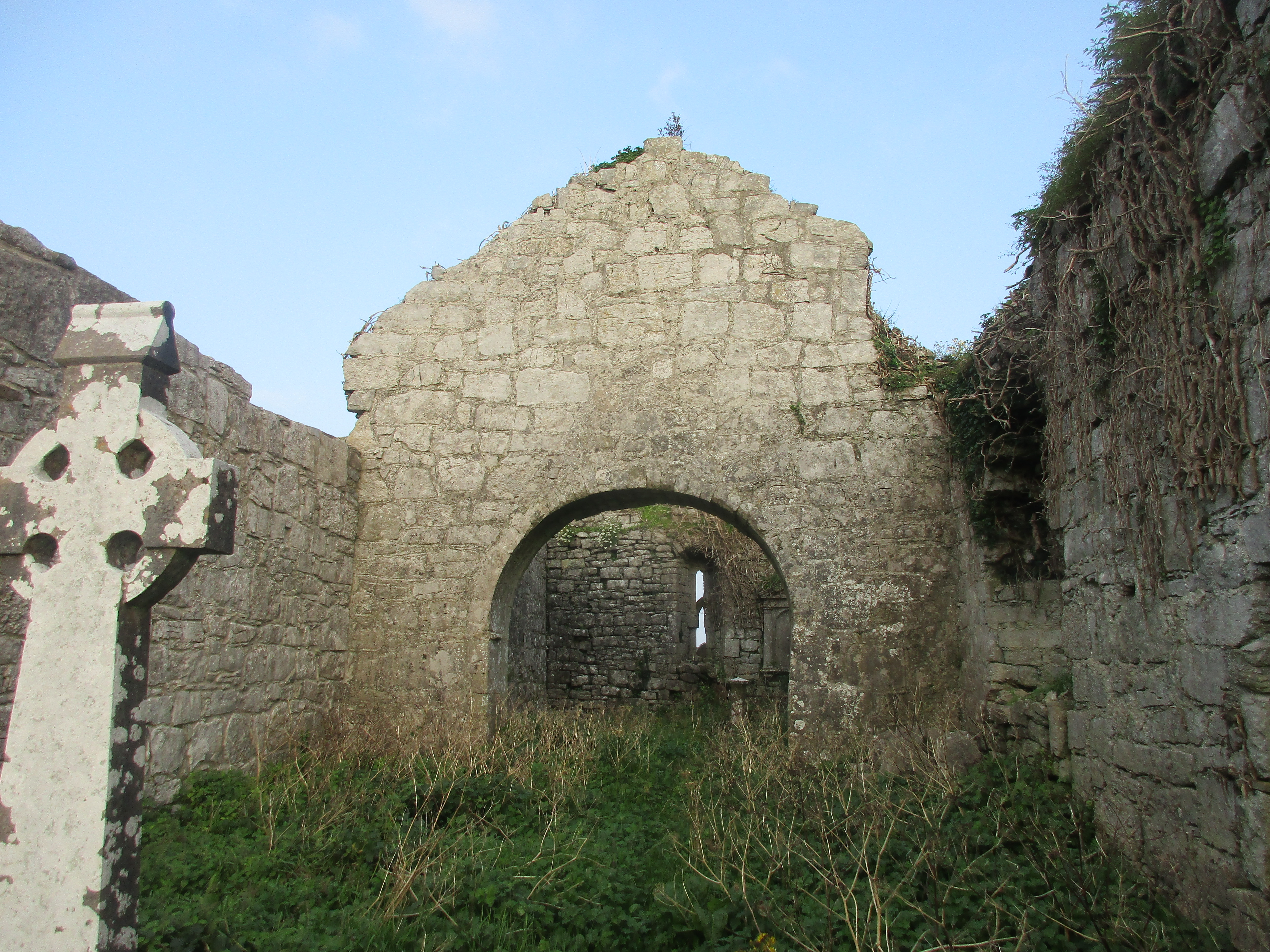
L'église médiévale.
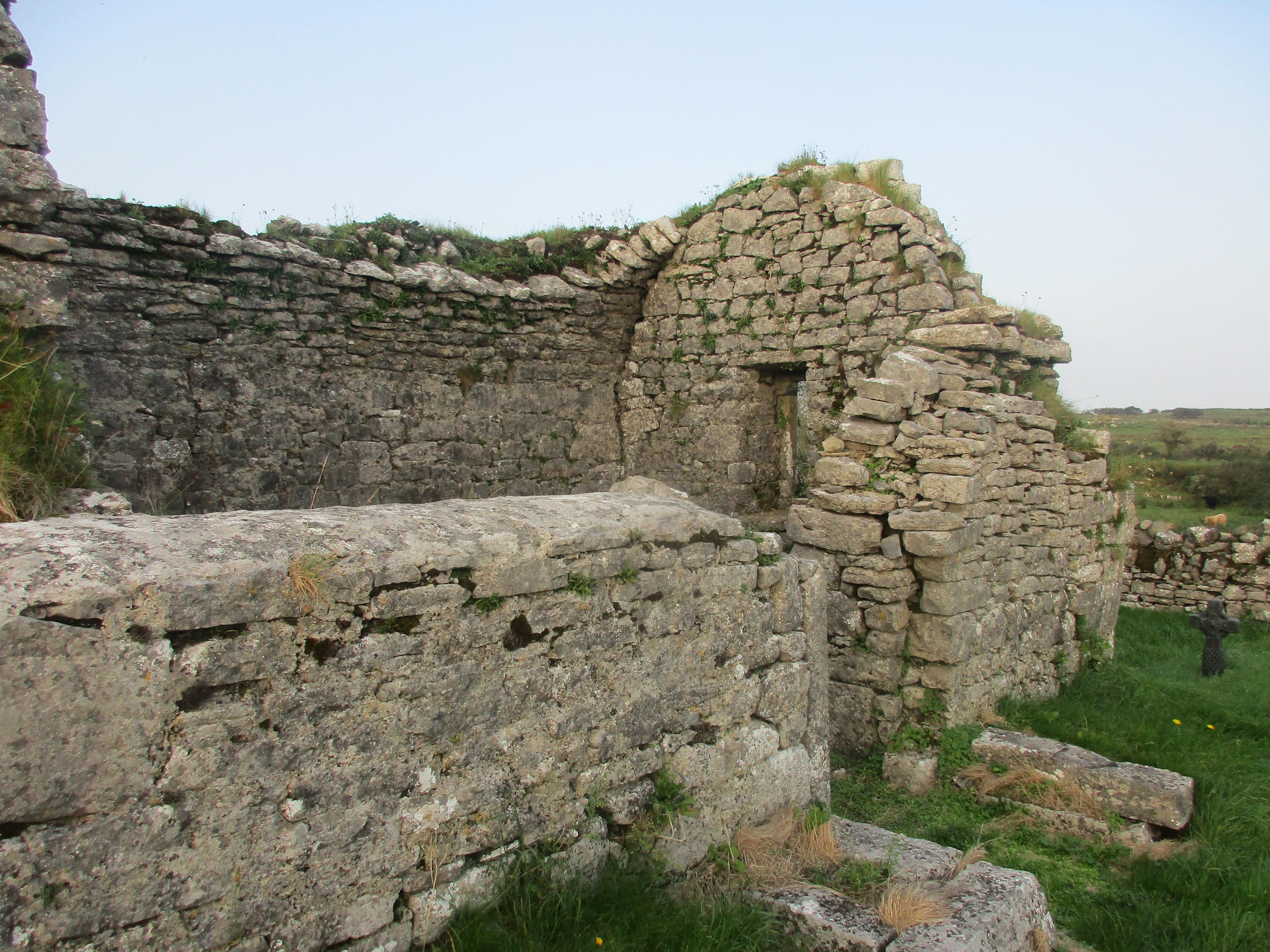
Chapelle de la famille Davoren.
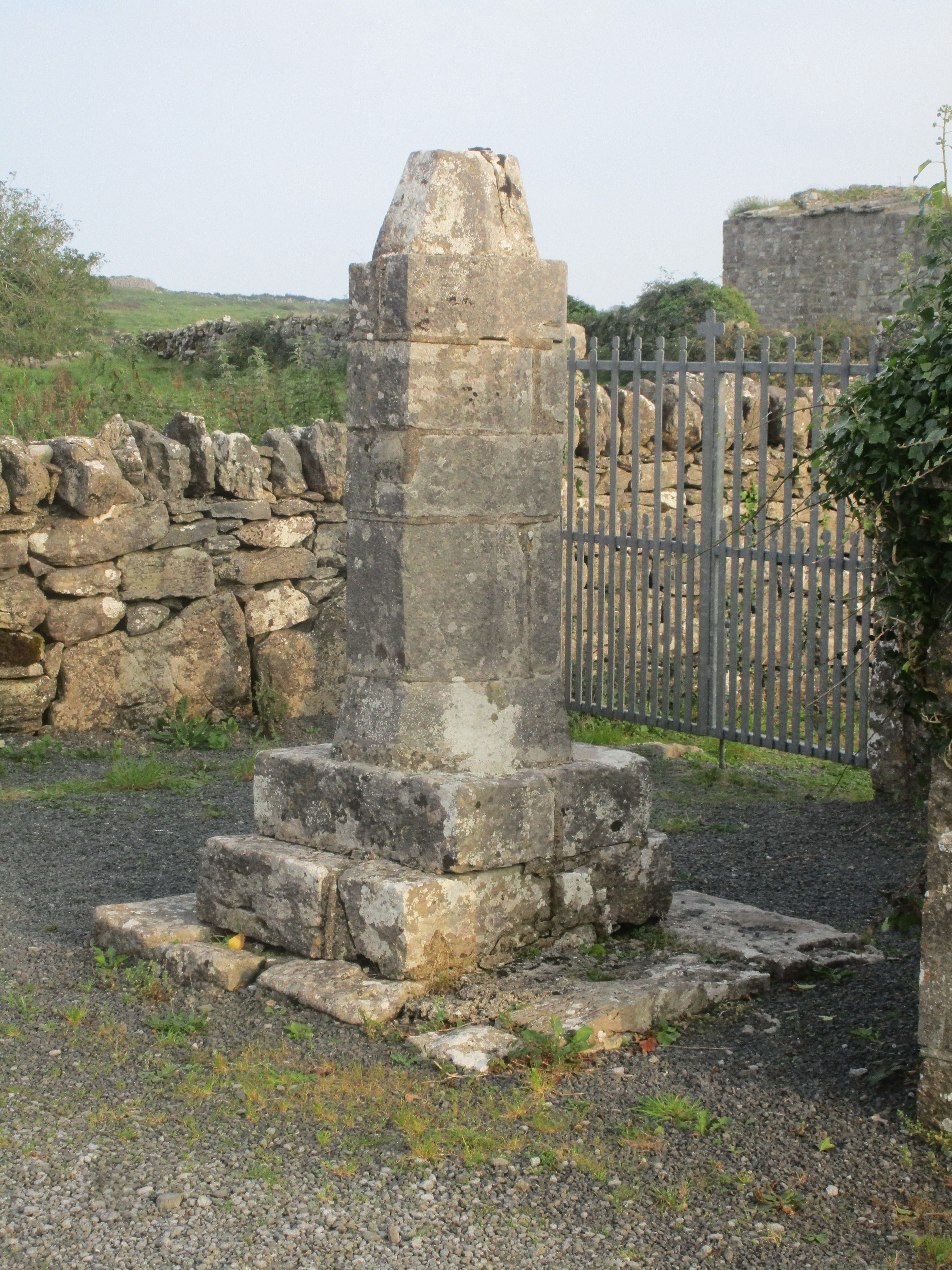
Croix de marché.